# Lycophidion capense
Lycophidion capense – gatunek jajorodnego, niejadowitego węża z rodziny Lamprophiidae. Zamieszkuje Afrykę Subsaharyjską.
W obrębie gatunku wyróżnia się obecnie następujące podgatunki:
- Lycophidion capense capense (A. Smith, 1831)
- Lycophidion capense loveridgei Laurent, 1968

Dawniej za podgatunki Lycophidion capense uznawane były: Lycophidion jacksoni, Lycophidion multimaculatum i Lycophidion pembanum.
Osobniki tego gatunku osiągają zwykle rozmiary od 30 do 50 centymetrów. Najdłuższa zanotowana samica mierzyła 55,8 centymetra od czubka pyska do kloaki, samiec 44 centymetry. Węże te dni spędzają w ukryciu, polują po zmierzchu. Lycophidion capense żywi się przeważnie jaszczurkami, które kąsa i zabija poprzez uduszenie. Samica w lecie składa 3 do 9 jaj wielkości 22 x 10 mm, młode węże mierzące 12 cm wykluwają się po 51 dniach.